# آرتور کورنبرگ
آرتور کورنبرگ (انگلیسی: Arthur Kornberg؛ زاده ۳ مارس ۱۹۱۸ درگذشته ۲۶ اکتبر ۲۰۰۷) یک دانشمند در زمینه زیست‌شناسی مولکولی اهل ایالات متحده آمریکا بود.